# Plaza del Limón
La plaza del Limón fue un espacio público de la ciudad española de Madrid, ya desaparecido.

## Descripción
La plaza —que, si bien con otros títulos, ya figuraba tanto en el plano de Texeira como en el de Espinosa— estaba entre la calle de Amaniel y la del Conde Duque. Aparece descrita en Las calles de Madrid (1889) de Hilario Peñasco de la Puente y Carlos Cambronero con las siguientes palabras:

Limón (Plaza del). Entre las calles de Amaniel y Conde Duque. En el plano de Texeira se denomina de San Bernardino; en el de Espinosa de San Juan la nueva. Se conservan antecedentes de construcciones particulares desde 1796.
(Peñasco de la Puente y Cambronero, 1889, p. 299)